# Atlas E/F

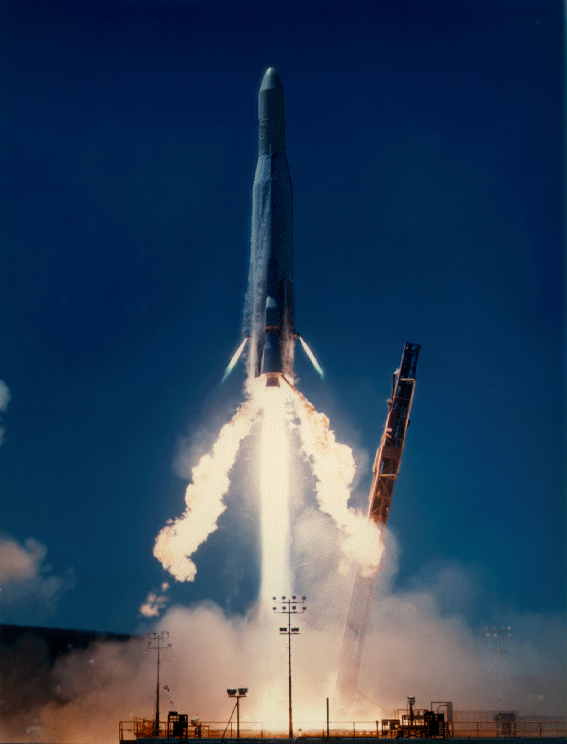
Lançamento do Atlas E/F X4 com uma carga da Marinha dos EUA

O Atlas E/F também designado SB-1A foi um sistema de lançamento descartável e sendo foguete construído com partes desativadas de mísseis [SM-65 Atlas]]. Ele era um membro da família de foguetes Atlas.
O primeiro estágio foi construído usando peças desativadas tiradas dos mísseis Atlas E e Atlas F, usado vários estágios superiores de propelente sólido, dependendo das necessidades da carga. O Atlas E/F também foi utilizado sem um estágio superior por uma série de veículos de reentrada de testes. Em um único lançamento, de um RM-81 Agena, foi usado um estágio superior de propelente líquido.